# Mlsná
Mlsná je páté studiové album kapely Divokej Bill, které bylo vydáno 4. prosince 2009.

## Seznam skladeb
- 01 - Půl pátý ráno
- 02 - Tadada
- 03 - Batalion
- 04 - Pecka
- 05 - Tuhle
- 06 - Laboratoře Delta
- 07 - Fčela
- 08 - Unisono
- 09 - Říše snů
- 10 - Kolíbka
- 11 - Námořnická
- 12 - Pták